# Brasão de Campos Novos
O Brasão de Campos Novos é um dos símbolos oficiais do município brasileiro supracitado, localizado no interior do estado de Santa Catarina. Foi oficializado através do artigo 2º da Lei n.º 229, de 1959.
Nele são mostradas as principais fontes de renda da cidade, representadas pelo pinheiro, trigo, cavalo, boi e agricultura mecanizada. Acima há uma cruz, em reverência a Deus. Abaixo do brasão, na faixa, está nomenclatura do Município com o número da Lei provincial que o criou.